# Ільченко Лариса Дмитрівна
Лариса Дмитрівна Ільченко  (рос. Лариса Дмитриевна Ильченко, 18 листопада 1988) — російська плавчиня, олімпійська чемпіонка.
Звання «Майстер спорту» отримала в 2002 році, «Майстер спорту міжнародного класу» — в 2004 році, «Заслужений майстер спорту» — у 2006 році. На олімпійських іграх 2008 в Пекіні завоювала єдину золоту медаль російської збірної з плавання — на дистанції 10 км.

## Чемпіонати світу з плавання на відкритій воді
- 2004 — золото на 5 км
- 2005 — золото на 5 км
- 2006 — золото на 5 і 10 км
- 2007 — золото на 5 і 10 км
- 2008 — золото на 5 і 10 км
- 2009 — срібло на 5 км

Багаторазова чемпіонка Росії та переможниця етапів Кубка світу з плавання на відкритій воді.
Три роки поспіль (2006, 2007, 2008) Ільченко визнавалася найкращою плавчинею світу на відкритій воді.

## Виступи на Олімпіадах
| Олімпіада  | Дисципліна                         | Місце |
| ---------- | ---------------------------------- | ----- |
| Пекін 2008 | плавання на 10 км у відкритій воді | 1     |